# Formigueret gorjatacat oriental
El formigueret gorjatacat oriental (Epinecrophylla amazonica) és una espècie d'ocell de la família dels tamnofílids (Thamnophilidae).

## Hàbitat i distribució
Habita el sotabosc de la selva humida de les terres baixes del centre i sud del Brasil i el nord de Bolívia.